# Dívida interna
Dívida interna é a parte da dívida pública que representa o somatório dos débitos, resultantes de empréstimos e financiamentos contraídos por um governo, com entidades financeiras e indivíduos (no Brasil, por exemplo, através do Tesouro Direto) de seu próprio país. A dívida interna é complementada com a dívida externa para formar a dívida pública.
As dívidas internas podem ter três origens: o financiamento de gastos públicos com bens e serviços como educação e obras; gastos com juros de dívidas anteriores; e a política cambial e monetária que ocorre no caso do banco central. A dívida interna abrange as administrações federais, estaduais e municipais e também suas empresas estatais. Também fazem parte deste valor os saldos dos fundos públicos, previdência social e das contas de autoridade monetária.

## No Brasil
Recentemente no Brasil, ocorreu um enorme aumento na divida interna, mas isso não aconteceu por conta de investimentos com bens ou serviços, mas sim por conta das taxas de juros e custos da política monetária e cambial.
Em 2002 o Brasil possuía em divida interna o valor de 640 bilhões, já no ano de 2007 a divida subiu para 1.4 trilhão. No ano de 2010 a divida estava em 1,603 trilhão, sendo que no mesmo período de 2009 ela estava em 1,398 trilhão, este considerável aumento ocorreu devido a empréstimos que foram concedidos pelo Tesouro nacional ao BNDS. No ano de 2012 houve uma troca de emissão de títulos de curto prazo, para os títulos de médio e longo prazo com isso ocorreu um aumento de 5,84 %, subindo para o valor de R$ 2,02 trilhões. No mês de dezembro a divida interna somava R$ 1,91 trilhão. Ao longo do ano foi possível notar um certo avanço na composição dos prazos. Já no ano de 2013 o crescimento foi de R$ 112 bilhões. Nestes últimos dois anos foi diminuído o valor dos empréstimos para bancos públicos , no ano de 2012 este valor estava em R$ 55 bilhões já em 2013 se encontrava em R$ 39 bilhões.
Em 2004, um terço da dívida era indexada ao dólar. Isso deixava o país exposto a choques externos, já que variações no câmbio impactavam no valor da dívida. Quase metade era indexada à inflação. Os títulos com rendimento prefixado eram menos de 10% do total. Entre 2004 e 2014, o Brasil teve significativos avanços nesse quesito, conquistando confiança de investidores, que cada vez mais aceitavam emprestar dinheiro a taxas definidas previamente.
O Tesouro Nacional informou recentemente que, em 2015, a dívida pública (divida interna + divida externa) alcançou R$ 2,6 trilhões.
Depois de encerrar 2017 acima da barreira de R$ 3,5 trilhões e em nível recorde, a Dívida Pública Federal (DPF) deverá chegar ao fim de 2018 entre R$ 3,78 trilhões e R$ 3,98 trilhões. Os números foram divulgados em 25/01/2018 pelo Tesouro Nacional, que apresentou o Plano Anual de Financiamento (PAF) da dívida pública em 2018.[4]